# Cécile Calla
Cécile Calla (* 1977 in Paris) ist eine französische Journalistin und Sachbuchautorin. Sie lebt seit 2003 in Berlin.

## Leben
Cécile Calla studierte Geschichtswissenschaft, Politik und Soziologie. Sie berichtete von 2006 bis 2010 als Deutschland-Korrespondentin für die französische Tageszeitung Le Monde und war bis zum April 2015 Chefredakteurin des deutsch-französischen Magazins ParisBerlin. Zuvor arbeitete sie als freie Korrespondentin für Le Figaro. 
Heute arbeitet Cécile Calla wieder als freie Journalistin und Autorin. Wenn es um Frankreich berührende Themen ging, war sie in den letzten Jahren häufig zu Gast in der Phoenix Runde und anderen Talk-Sendungen des deutschen Fernsehens. In den Jahren 2010 bis 2012 schrieb sie zudem für das politische Magazin The European.
Im Juli 2009 veröffentlichte sie im Ullstein Verlag das Buch Tour de Franz: mein Rendezvous mit den Deutschen über ihre Erlebnisse in Deutschland. Für ihr politikwissenschaftliches Sachbuch Que reste-t-il du couple franco-allemand? (dt.: Was bleibt vom deutsch-französischen Tandem?), veröffentlicht bei La Documentation française, wurden sie und Co-Autorin Claire Demesmay in Aachen mit dem Deutsch-Französischen Parlamentspreis 2014 ausgezeichnet.

## Belege
1. ↑  Cécile Calla, Author at The European. In: The European. Abgerufen am 4. Juli 2020 (amerikanisches Englisch).
2. ↑  Deutsch-französischer Parlamentspreis verliehen, bundestag.de / vom 13. Februar 2016, abgerufen am 3. Dezember 2018.

| Personendaten    | Personendaten                                 |
| ---------------- | --------------------------------------------- |
| NAME             | Calla, Cécile                                 |
| KURZBESCHREIBUNG | französische Journalistin und Sachbuchautorin |
| GEBURTSDATUM     | 1977                                          |
| GEBURTSORT       | Paris                                         |